# Youdiou
Youdiou è un comune rurale del Mali facente parte del circondario di Koro, nella regione di Mopti.
Il comune è composto da 12 nuclei abitati:
- Anamoïla
- Douna-Wol
- Goudiédourou
- Ogodengou
- Ogodourou-Koun
- Ogodourou-Na
- Oropa
- Patin
- Semegussogou
- Souan
- Tourou
- Youdiou